# Ivano Bordon
Ivano Bordon (Venecia, provincia de Venecia, Italia, 13 de abril de 1951) es un exfutbolista italiano. Se desempeñaba en la posición de guardameta.

## Selección nacional
Fue internacional con la selección de fútbol de Italia en 21 ocasiones. Debutó el 25 de enero de 1978, en un encuentro ante la selección de España que finalizó con marcador de 2-1 a favor de los españoles.

### Participaciones en Copas del Mundo
| Mundial              | Sede      | Resultado     |
| -------------------- | --------- | ------------- |
| Copa Mundial de 1978 | Argentina | Cuarto puesto |
| Copa Mundial de 1982 | España    | Campeón       |

### Participaciones en Eurocopas
| Eurocopa      | Sede   | Resultado |
| ------------- | ------ | --------- |
| Eurocopa 1980 | Italia | Semifinal |

## Clubes
| Club             | País   | Año         |
| ---------------- | ------ | ----------- |
| Inter de Milán   | Italia | 1970 - 1983 |
| U. C. Sampdoria  | Italia | 1983 - 1986 |
| Sanremese Calcio | Italia | 1986 - 1987 |
| Brescia Calcio   | Italia | 1987 - 1989 |

## Palmarés

### Campeonatos nacionales
| Título      | Club            | País   | Año     |
| ----------- | --------------- | ------ | ------- |
| Serie A     | Inter de Milán  | Italia | 1970-71 |
| Copa Italia | Inter de Milán  | Italia | 1977-78 |
| Serie A     | Inter de Milán  | Italia | 1979-80 |
| Copa Italia | Inter de Milán  | Italia | 1981-82 |
| Copa Italia | U. C. Sampdoria | Italia | 1984-85 |

### Copas internacionales
| Título                 | Club                | Sede   | Año  |
| ---------------------- | ------------------- | ------ | ---- |
| Copa Mundial de Fútbol | Selección de Italia | España | 1982 |